# پیرانیا
پیرانیا (پرتغالی: Piranha؛ ‏اسپانیایی: Piraña‎؛ ‏پرتغالی: [piˈɾɐ̃ɲɐ]؛ ‏ اسپانیایی: [piˈɾaɲa]) یک گروه از ماهیان آب شیرین است که در رودهای آمریکای جنوبی زندگی می‌کنند. پیرانیا یکی از گروه‌های ماهیان گوشت‌خوار است. در صورتی که به آن غذا داده نشود، هم‌نوع‌خواری نیز در بین آنها مشاهده شده‌است. پیرانیا یکی از ماهیان خانوادهٔ کاراسیده‌ها (کاراسین‌ها) است که خود شامل انواع مختلفی از ماهیان پیرانا می‌باشد (بیش از۳۰ گونه).
بعضی از انواع پیراناها مهاجم و خطرناک هستند اما در مجموع، این ماهی‌ها آنقدرها که در فیلم‌ها و فرهنگ عامه، تهاجمی و مرگبار جلوه داده می‌شوند، خطرناک نیستند. پیرانیا در گروه ماهی‌های گوشت‌خوار است که در آبهای شیرین به ویژه در رودهای آمریکای جنوبی زندگی می‌کند.

## انواع
1. پیرانیا شکم قرمز (سینه سرخ) - Red Breasted Piranha - Red Bellied Piranha - Red Piranha - Natterer's Piranha
2. پیرانیا سیاه black Piranha
3. پیرانیا سفید white Piranha
4. پیرانیا ناتری
5. پیرانیا خالدار